# Īśa-upaniṣad

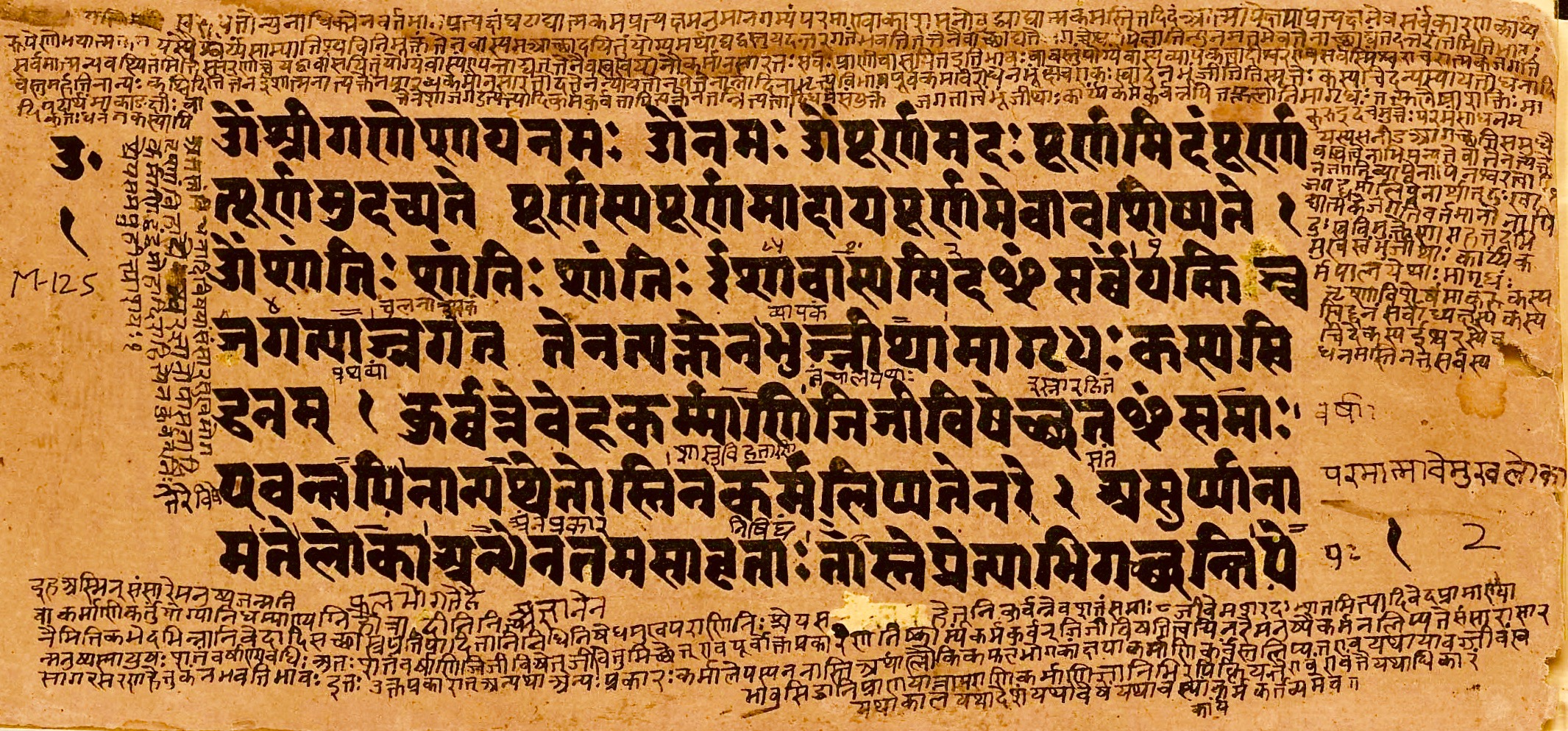
Texto de Isha Upanishad correspondient a los versos 1, 2 y parte del 3, rodeado de notas y comentarios de un erudito desconocido en el típico estilo hindú de un bhasya menor.
.

La Īśa Upaniṣad o Isha Upanishad es una de las Upanishad (escrituras sagradas del hinduismo). Tiene la forma de un poema o secuencia de mantras en idioma sánscrito.
- īśopaniṣad, en el sistema AITS (alfabeto internacional para la transliteración del sánscrito).
- ईशोपनिषद्, en escritura devanagari del sánscrito.
- Pronunciación: [iishopanishád].[1]

Los seguidores de diversas tradiciones del hinduismo la consideran shruti (texto ‘oído’, revelado por los devas). Con tan solo 18 versos, es la escritura upanishádica más breve, pero también una de las más citadas.
Es el único caso de una Upanishad incluida en un samjitá de un Veda (el Vayasanei-samjitá, anexo al Iáyur-veda blanco).
Se considera que la Isopanisad fue compuesta durante el periodo mauria (siglo IV a II a. C.).
El verso 18 (el último) es una cita del Rig-veda (1.189.1), que es el libro más antiguo de la literatura india, de la segunda mitad del II milenio a. C. Se trata de un himno dedicado a Agní (dios del fuego). En el hinduismo posterior se considera que todas estas adoraciones a distintos dioses eran formas veladas de adorar a un dios único (que puede tratarse de Sivá, Visnú o Krisná, según la creencia del devoto).

## Otros nombres[1]
- Isha Upaniṣad (Īśa-upaniṣad)
- Ishopanishad (Īśopaniṣad)
- Isha-avasia (Īśâvāsia o Īśā-āvāsia), ‘lo que es controlado por el poseedor [Dios]’, palabra con la que comienza esta Upanishad.
- Isha-vasia (Īśāvāsia o Īśā-vāsia), ‘lo que es vestido o cubierto por el amo’, palabra con la que comienza esta Upanishad.
- Ishadhiaia (Īśādhyāya) o Isha-adhiaia (Īśā-adhyāya), ‘lección acerca del Señor’.
- Vayasanei-samjita-upanishad (Vājasaneyisaṃhitā-upaniṣad).
- Vayasanei-samjitopanishad (Vājasaneyisaṃhitopaniṣad).

## Contenido
Su contenido puede resumirse en tres puntos clave:
- No se debe codiciar la riqueza, sino el conocimiento espiritual (que apunta a la meta final, Púrusha, el ‘Varón’ [Dios]).
- Todos los seres son iguales a sí mismos, son Dios, por lo que no puede odiarse a nada vivo. Comprender esta unidad elimina el egoísmo y la causa del sufrimiento.
- Hay oscuridad para los ignorantes, pero peor será para los que buscan el conocimiento (y cometen un error).

### Introducción
om purnam adaj purnam idam
purnat purnam udachiaté
purnasia purnam adaiá
purnam eva avashishiaté
¡Om! [Es] completo aquello [el mundo], [y es] completo esto [el alma].
Desde lo completo, completos se producen.
Del completo, [aunque] completos se quiten
completo aún queda.
Estrofa de introducción (previa a las 18 estrofas) del Ishopanishad